# Parti communiste du Canada (marxiste-léniniste)
Pour les articles homonymes, voir Parti communiste du Canada (homonymie).
 (novembre 2015).
Si vous disposez d'ouvrages ou d'articles de référence ou si vous connaissez des sites web de qualité traitant du thème abordé ici, merci de compléter l'article en donnant les références utiles à sa vérifiabilité et en les liant à la section « Notes et références ».
Le Parti communiste du Canada (marxiste-léniniste) (PCC-ML) est un parti politique canadien marxiste-léniniste œuvrant sur la scène fédérale. Il ne doit pas être confondu avec le Parti communiste du Canada.
Le parti est enregistré avec Élections Canada sous le nom de Parti marxiste-léniniste du Canada. Élections Canada, l'agence qui gère les élections et les partis politiques, affirme que dans le but d'éviter la confusion parmi les électeurs, il ne peut pas permettre aux partis politiques de s'enregistrer avec des noms trop semblables. Dans ce cas, Élections Canada affirme que de permettre au parti d'utiliser le nom qu'il préfère engendrerait la confusion avec le Parti communiste du Canada — une décision contestée par le PCC-ML. 
Sa branche québécoise est le Parti marxiste-léniniste du Québec.

## Histoire et idéologie
Hardial Bains fonda les Internationalistes à l'Université de Colombie-Britannique le 13 mars 1963. Bains était du côté de la Chine au moment de la rupture sino-soviétique, une vue contraire à celle du Parti communiste du Canada. Sur cette base, Bains décida de créer un parti anti-révisionniste au Canada.
Les Internationalistes étaient d'abord un groupe d'étudiants maoïstes. À la suite de leur croissance numérique, ils se déclarèrent formellement comme parti politique le 31 mars 1970 et adoptèrent le nom Parti communiste du Canada (marxiste-léniniste).
Le parti présenta des candidats pour la première fois à la Chambre des communes pendant l'élection fédérale de 1974. Toutefois, ils durent changer le nom du parti pour « Parti marxiste-léniniste du Canada ». Élections Canada décida que le nom premier du parti était trop similaire à celui du Parti communiste du Canada. Malgré cela, le parti continue de s'appeler le Parti communiste du Canada (marxiste-léniniste), ou PCCML, hors de ses activités fédérales électorales.
Dans les années 1970, le parti envoyait des membres dans les journaux étudiants. Ceux-ci promouvaient les idées et politiques du PCCML, dont les succès de l'Albanie de Enver Hoxha, « défendre les intérêts fondamentaux des étudiants » et « faire payer les riches ». Les membres du parti réussirent à prendre la direction du journal étudiant The Chevron à l'Université de Waterloo, en Ontario. Les leaders communistes étaient Neil Docherty et Larry Hannant. À la suite de moult années de forte dissension au journal et sur le campus, les étudiants votèrent pour la désaffiliation du journal The Chevron, qui avait déjà été expulsé de la Canadian University Press, la coopérative étudiante de presse, en décembre 1979. The Imprint remplaça The Chevron comme journal étudiant de l'Université de Waterloo. Les membres du Parti communiste du Canada (marxiste-léniniste) devinrent membres actifs d'autres journaux étudiants, incluant The Varsity à l'université de Toronto. Sur le plan international, Hardial Bains s'employa à favoriser la naissance de groupes anti-révisionnistes, comme le Parti communiste d'Angleterre (Marxiste-léniniste) au Royaume-Uni.
La trajectoire idéologique du PCC (M-L) s'éloigna du maoïsme et le soutien pour la République populaire de Chine contre ce qu'il considère comme la révisionniste (ou khrouchtchevienne) Union soviétique pour soutenir Enver Hoxha en Albanie pendant la rupture sino-albanaise qui eut lieu deux ans après la mort de Mao Zedong. Le Parti se définit alors comme un parti anti-révisionniste et conserva une ligne « hoxhaïste », soutenant le Parti du travail d'Albanie jusqu'à la fin du régime communiste en Albanie en 1992.
Dans les années 1980, le Parti communiste du Canada (marxiste-léniniste) adopta le slogan « Nous sommes notre propre modèle » et cherchèrent une nouvelle approche idéologique. Des divergences de théories expliquent l'opposition entre le Parti communiste du Canada et le Parti communiste du Canada (marxiste-léniniste).

### L'Initiative historique
Le premier janvier 1995, le parti commença à élaborer un vaste programme de travail pour la période actuelle qu'il appela Initiative historique. Son septième Congrès continua ce labeur.
Depuis 1997, la chef du parti est Sandra L. Smith, la veuve d'Hardial Bains.  Smith ne s'est jamais présentée comme candidate lors d'aucune élection générale, même si elle est la chef du parti.
Le Parti communiste du Canada (marxiste-léniniste) est actif dans plusieurs syndicats, particulièrement le syndicat canadien des travailleurs des postes (Canadian Union of Postal Workers) et les travailleurs de l'acier unis d'Amérique (United Steelworkers of America) dont l'important local Stelco (local 1005) à Hamilton, en Ontario est dirigé par Rolf Gerstenberger, un membre du parti. Le local 1005 est l'un des nombreux locaux USWA de Stelco. Les officiels de USWA utilisent d'autres représentants locaux de Stelco pour les négociations avec la compagnie et les cours, isolant effectivement Gerstenberger. Toutefois, Gerstenberger a reçu l'appui de Carolyn Egan, présidente de USWA local 8300, basé à Toronto, et du Conseil des travailleurs de l'acier de la région de Toronto. Le Parti communiste du Canada (marxiste-léniniste) a aussi été actif dans le mouvement contre la guerre d'Irak.
Advenant l'élection majoritaire d'un gouvernement communiste marxiste-léniniste, le parti établira un comité de citoyens pour le renouveau démocratique qui nommera les candidats pour les comtés fédéraux. Cela enlèverait aux partis politiques le contrôle de la sélection des candidats et établirait une approche plus équitable pour la démocratie.
Récemment le parti est devenu moins doctrinaire, évitant les citations de Mao, Staline, Lénine ou Hoxha en faveur de ce qu'il appelle la « pensée contemporaine marxiste-léniniste ». Son huitième Congrès devait avoir lieu en 2005 avec pour thème : « Poser les bases du Parti communiste du peuple », mais le congrès fut reporté en raison de la tenue des élections fédérales.
Le Parti communiste du Canada (marxiste-léniniste) a un bulletin de nouvelles, Le marxiste-léniniste quotidien, une aile jeunesse, l'union de la jeunesse communiste (marxiste-léniniste) du Canada, et opère le Centre des travailleurs (Workers Centre) qui entraîne et organise les syndiqués dans des groupes de discussions et le magazine Forum des Travailleurs (Worker's Forum). Le parti utilise le nom Front populaire pour des activités politiques plus larges. Le Front populaire est l'aile provinciale de la Colombie-Britannique du Parti communiste du Canada (marxiste-léniniste). Durant les élections provinciales en Ontario, les candidats du Parti communiste du Canada (marxiste-léniniste) ont utilisé le nom Renouveau démocratique.

## Activité électorale
Le parti a présenté des candidats dans chacune des élections fédérales canadiennes depuis 1972, le nombre des candidats variant de 51 à 177. La plupart des candidats se présentèrent en Ontario et au Québec. Sa présence fut plus marquée lors des élections fédérales de 1979 et de 1980, avec le slogan « Faire payer les riches ».
Son slogan pour les élections fédérales de 2004 fut « Non à l'annexion, oui à la souveraineté ! »
| Élection | # de candidats | # de sièges gagnés | # en votes | % du vote | % du vote dans les comtés avec un candidat |
| -------- | -------------- | ------------------ | ---------- | --------- | ------------------------------------------ |
| 1974     | 104            | 0                  | 16 261     | 0,17 %    | ?                                          |
| 1979     | 144            | 0                  | 14 231     | 0,12 %    | ?                                          |
| 1980     | 177            | 0                  | 14 697     | 0,13 %    | ?                                          |
| 1993     | 51             | 0                  | 5 202      | 0,04 %    | 0,22 %                                     |
| 1997     | 65             | 0                  | 11 468     | 0,09 %    | 0,40 %                                     |
| 2000     | 84             | 0                  | 12 081     | 0,09 %    | 0,32 %                                     |
| 2004     | 76             | 0                  | 9 065      | 0,07 %    | 0,25 %                                     |
| 2006     | 69             | 0                  | 11 163     | 0,08 %    | 0,26 %                                     |

Le parti a aussi présenté des candidats lors de plusieurs élections partielles : 
- 8 septembre, 1980 - 0 élu
  - Hamilton West - 30 960 votes - 120 votes reçus - 0,39 %
- 13 février, 1995 - 0 élu
  - Ottawa—Vanier - 19 843 votes - 61 votes reçus - 0,3 %
  - Saint-Henri—Westmount - 16 697 total votes - 47 votes reçus - 0,28 %
- 14 septembre, 1998 - 0 élu
  - Sherbrooke - 36 446 votes - 72 votes reçus - 0,19 %